# Claude Ansard
Claude Ansard est un athlète français, né le 7 juin 1954, adepte de la course d'ultrafond et deux fois champion de France des 100 km en 1983 et 1984.

## Biographie
Claude Ansard devient champion de France des 100 km de Belvès en 1983 et de Migennes en 1984. À noter que son temps de 6 h 44 min en 1984 n'est pas reconnu par l'IAU en raison de la distance contestée,. En 1982, il remporte un  titre de vice-champion d'Europe. Dans les années 1980, il est surnommé « Le petit prince du 100 km » par la revue spécialisée « Jogging international ».

## Records personnels
- Marathon : 2 h 30 min 56 s au marathon de la Forêt d'Halatte en 1981[4]
- 100 km route : 6 h 44 aux championnats de France des 100 km de Migennes en 1984[5],[3]